# Грос-Кордсгаген
Грос-Кордсгаген (нім. Groß Kordshagen) — громада в Німеччині, розташована в землі Мекленбург-Передня Померанія. Входить до складу району Передня Померанія-Рюген. Складова частина об'єднання громад Ніпарс.
Площа — 16,09 км2. Населення становить 310 ос. (станом на 31 грудня 2020).